# 小坂町
小坂町（こさかまち）は、秋田県鹿角郡にある町。東南は鹿角市、西は大館市、北は青森県と接している。江戸時代には津軽街道が通る盛岡藩の領地であり、かつては小坂鉱山などの金属鉱山などで栄えた。
19世紀初頭以降、金、銀、銅、亜鉛の採掘で栄え､鉱山の閉山のあとも、その鉱石精錬技術を活用して、日本を代表するリサイクル基地の一つとなっている。

## 概要
鹿角盆地の北側に位置しており、面積の82%が森林に被われている。
町の北東部には十和田湖があるが、2008年（平成20年）までは町の境界が確定していなかった。2008年（平成20年）9月に十和田市との境界が覚え書きによって決定して官報に告示され、十和田湖の西側が正式に小坂町の町域となった。
19世紀初頭（江戸時代末期）に小坂鉱山が発見され、金・銀の採掘の鉱山産業地域として町が栄えた。明治時代には銅・亜鉛の採掘も行われ、小坂鉱山事務所を始めとして多数の近代建築が建てられ、町は大いに栄えた。特に銅は、別子銅山・足尾銅山と並び三大銅山と称される産出をほこったが、第二次世界大戦後は鉱山資源が枯渇し、一時期は過疎化が進行した。
円高や鉱量の枯渇を受けて自山での採掘が停止した後は、輸入鉱の精錬に移行するとともに、精錬技術を生かした金属回収などリサイクル関連産業が多く立地するようになった。町内には独立行政法人エネルギー・金属鉱物資源機構の金属資源技術研究所が立地する。
観光産業では十和田八幡平国立公園に含まれる十和田湖とともに、鉱山関連産業遺産の小坂鉱山事務所や康楽館などの近代化遺産がある。

## 町のシンボル
- 町の木 - ベニヤマザクラ。1967年（昭和42年）制定。
- 町の花 - アカシア。2005年（平成17年）に新町制50周年を記念し制定。ただし、町内に植えられているのはニセアカシアである。
- 町の魚 - ヒメマス。2005年（平成17年）に新町制施行50周年を記念し制定。和井内貞行が十和田湖で養殖した。

## 地理
- 山: 長引山、白地山
- 河川:小坂川、荒川
- 湖沼:十和田湖

### 隣接している自治体
- 秋田県
  - 大館市
  - 鹿角市
- 青森県
  - 平川市
  - 十和田市

### 人口
| |                                        |  |
| 小坂町と全国の年齢別人口分布（2005年） | 小坂町の年齢・男女別人口分布（2005年） |  |
| ■紫色 ― 小坂町 ■緑色 ― 日本全国 | ■青色 ― 男性 ■赤色 ― 女性              |  |
| 小坂町（に相当する地域）の人口の推移 \| 1970年（昭和45年） \| 13,768人 \| \| \| 1975年（昭和50年） \| 11,878人 \| \| \| 1980年（昭和55年） \| 10,526人 \| \| \| 1985年（昭和60年） \| 9,728人 \| \| \| 1990年（平成2年） \| 8,035人 \| \| \| 1995年（平成7年） \| 7,703人 \| \| \| 2000年（平成12年） \| 7,171人 \| \| \| 2005年（平成17年） \| 6,824人 \| \| \| 2010年（平成22年） \| 6,054人 \| \| \| 2015年（平成27年） \| 5,339人 \| \| \| 2020年（令和2年） \| 4,780人 \| \| |                                        |  |
| 総務省統計局 国勢調査より |                                        |  |
| 1970年（昭和45年） | 13,768人                               |  |
| 1975年（昭和50年） | 11,878人                               |  |
| 1980年（昭和55年） | 10,526人                               |  |
| 1985年（昭和60年） | 9,728人                                |  |
| 1990年（平成2年） | 8,035人                                |  |
| 1995年（平成7年） | 7,703人                                |  |
| 2000年（平成12年） | 7,171人                                |  |
| 2005年（平成17年） | 6,824人                                |  |
| 2010年（平成22年） | 6,054人                                |  |
| 2015年（平成27年） | 5,339人                                |  |
| 2020年（令和2年） | 4,780人                                |  |

## 歴史

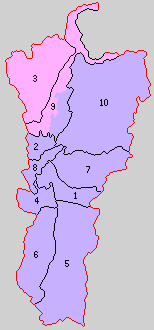
町村制施行時の鹿角郡
3.小坂村（桃：現・小坂町）

- 1590年（天正18年）豊臣秀吉朱印状により、鹿角郡は盛岡藩（南部領）と確定。
- 1869年（明治元年）戊辰戦争後の盛岡藩への処分により弘前藩取締地となる。その後、北奥県となり、九戸県、三戸県、江刺県を経て、1871年（明治4年）第1次府県統合により秋田県の管轄となる。
- 1884年（明治17年）9月18日 - 藤田組（後の同和鉱業、現・DOWAホールディングス）が政府から小坂鉱山の払い下げを受け創業する。
- 1889年（明治22年）4月1日 - 町村制施行に伴い鹿角郡小坂村と七滝村が発足。
- 1902年（明治35年） - 鉱山の煙害が深刻化。後に煙害対策としてニセアカシア（アカシア）の植林が行われ小坂町の花となる[7]。
- 1908年（明治41年）9月15日 - 藤田組が大館駅から小坂間に小坂鉄道専用鉄道を敷設する。
- 1909年（明治42年）5月7日 - 小坂鉄道が藤田組から受け継いだ専用鉄道を小坂線として、大館駅-小坂駅間の旅客営業を開始する。
- 1914年（大正3年）5月15日 - 小坂村が町制施行して小坂町が発足[8]。
- 1938年（昭和13年）1月26日 - 小坂町立小坂小学校の体育館の屋根が積雪の重みで倒壊して児童8人が死亡、51人が重軽傷[9]。
- 1955年（昭和30年）4月1日 - 鹿角郡小坂町、七滝村が新設合併し、（新）小坂町が発足。
- 1956年（昭和31年）4月1日 - 鹿角郡小坂町の山根、上向の一部を十和田町に編入。
- 1990年（平成2年）10月12日 - 東北自動車道 小坂IC供用開始。
- 1994年（平成6年）10月1日 - 小坂線が旅客営業を廃止し、貨物専業の鉄道となり、古館駅が廃止。
- 2008年（平成20年）12月25日 - 青森県十和田市との境界のうち十和田湖の境界が確定する[6]。
- 2009年（平成21年）4月1日 - 小坂線全線が廃止され、町内から鉄道が姿を消す。
- 2013年（平成25年）11月30日 - 小坂JCT料金所を併設する秋田自動車道小坂北ICが地域活性化インターチェンジとして供用開始する。
- 2014年（平成26年）
  - 3月24日 - 小坂鉄道跡を小坂製錬など3社より無償譲渡され、同時に小坂駅構内敷地を賃貸契約する[10]。
  - 6月1日 - 小坂駅跡を再整備し、小坂鉄道レールパークを開設。
  - 7月22日 - 小坂町立小坂中学校の旧校舎を改修して再利用し、町役場を小坂字上谷地に移転。

## 行政

### 歴代町長
- 木村實 - 1990年（平成2年）退任。

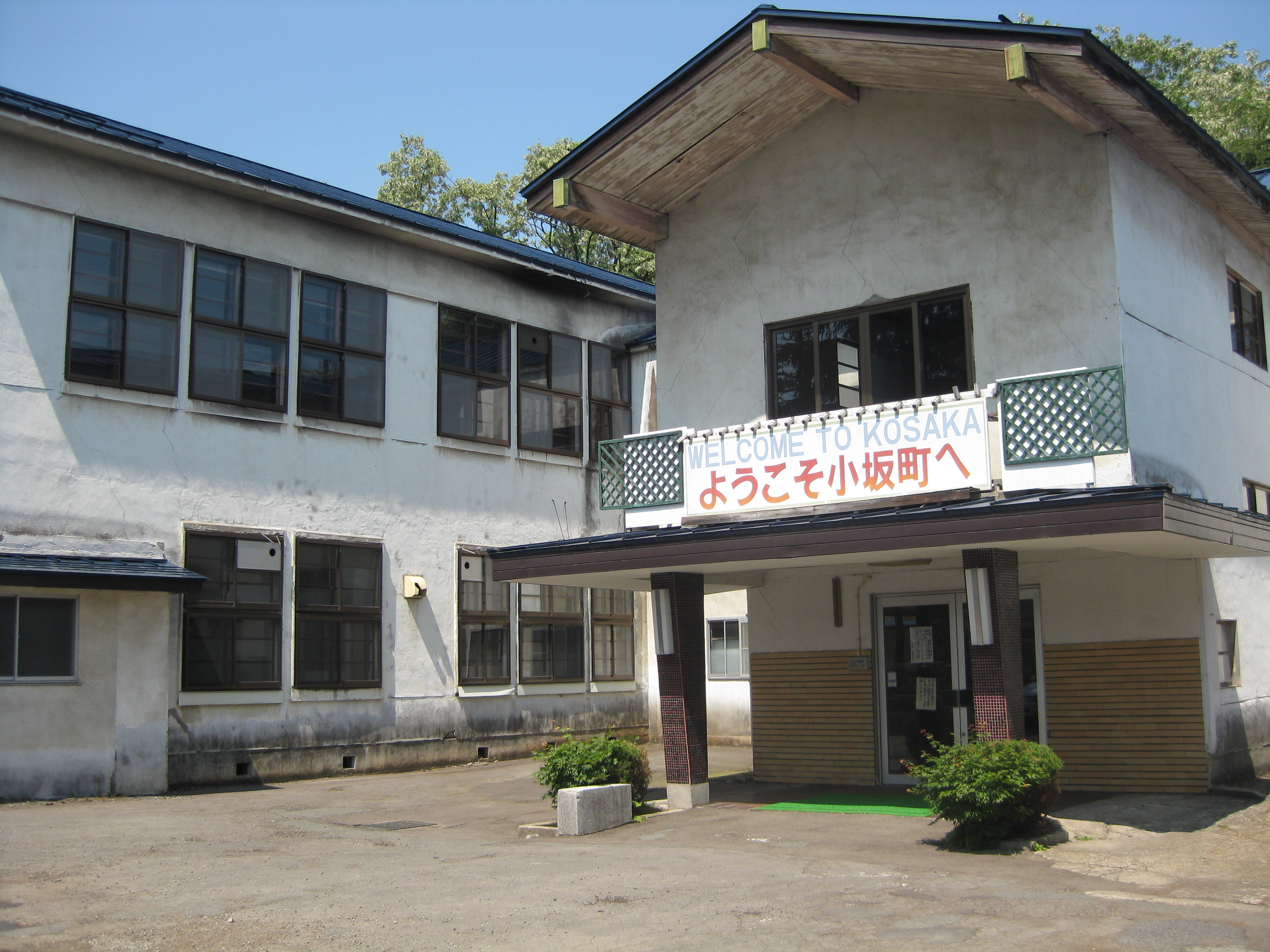
小坂町役場の旧庁舎（2011年）

- 川口博 - 1990年（平成2年）就任。2009年（平成21年）退任。
- 細越満 - 2009年（平成21年）就任。5期目。

## 教育

### 高等学校
町内に高等学校は無い。かつては秋田県立小坂高等学校が存在したが、2024年（令和6年）4月に秋田県立鹿角高等学校（鹿角市）に統合された。

### 中学校
- 小坂町立小坂中学校

### 小学校
- 小坂町立小坂小学校

### こども園等
- 社会福祉法人こばと会小坂マリア園[14]

## 産業

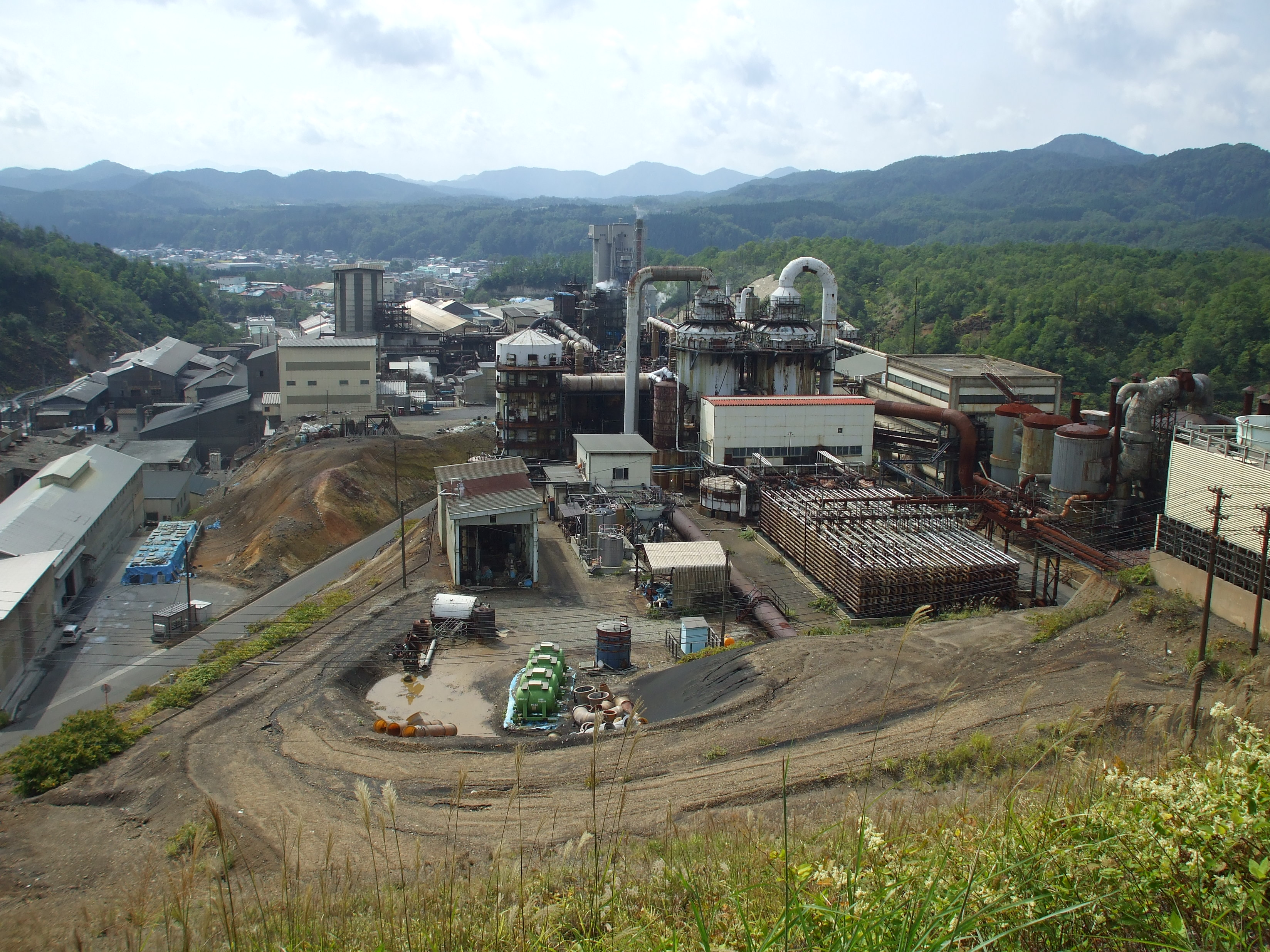
小坂鉱山山神社から撮影した小坂製錬と小坂町

### 所在する企業
- 十和田オーディオ（ソニー製品製造）
- DOWAホールディングスグループ
  - DOWAメタルマイン関連
    - 小坂製錬

  - DOWAエコシステム関連
    - エコシステムリサイクリング・北日本工場（貴金属・非鉄金属のリサイクル）
    - エコシステム小坂（産業廃棄物・自動車シュレッダーダスト・資源リサイクルなど）
    - オートリサイクル秋田（自動車の回収・解体・リサイクル）
    - グリーンフィル小坂（廃棄物の最終処理）
- 日本ピージーエム
- エドウイン小坂ジーンズ

### 郵便局
- 小坂郵便局
- 七滝郵便局

## 交通

### 鉄道
町内を鉄道路線は通っていない。鉄道を利用する場合の最寄駅は、JR東日本花輪線十和田南駅。

#### 廃止路線
かつて小坂製錬小坂線、小坂駅・古館駅があったが2009年（平成21年）に廃線（旅客営業は1994年で終了）になっている。

### バス
- 路線バス
  - 秋北バス
    - 大館線 - 小坂インター入口 - イオン大館店 - 大館駅前・大館市立総合病院経由 - 大館鳳鳴高校前
    - 花輪線 - 鹿角花輪駅前

  - 小坂町営バス
    - 野口線 - 秋北バス廃止代替路線
- 高速バス
  - 上向七滝線 - 町内の上向地区、七滝地区を周遊する路線
  - あすなろ号 小坂インター（青森 - 盛岡線）

### 道路
町内を南北に東北自動車道と国道282号が縦断し、東西に横断する秋田県道2号大館十和田湖線が町の中心部で交差する。また、十和田湖畔では国道103号、国道454号が町内を通り、十和田湖北側の平川市との境界付近の平川市域を国道102号が通る。
- 高速自動車国道
  - E4 東北自動車道
    - (49-1) 小坂IC - 小坂PA - (49-2) 小坂JCT

  - E7 秋田自動車道
    - (28) 小坂北IC - (49-2) 小坂JCT
- 一般国道
  - 国道103号（十和田湖畔および発荷峠付近）
  - 国道454号（十和田湖畔西部）
    - 道の駅十和田湖

  - 国道282号（津軽街道）
- 主要地方道
  - 秋田県道2号大館十和田湖線（樹海ライン）
    - 道の駅こさか七滝

### 空港
- 大館能代空港（北秋田市 - 大館駅前からリムジンバス）
- 青森空港（青森市 - 東北自動車道経由）

## 放送
- 十和田湖地区でのテレビ放送は、在青テレビ局が視聴されている。

## 名所・旧跡・観光スポット・祭事・催事

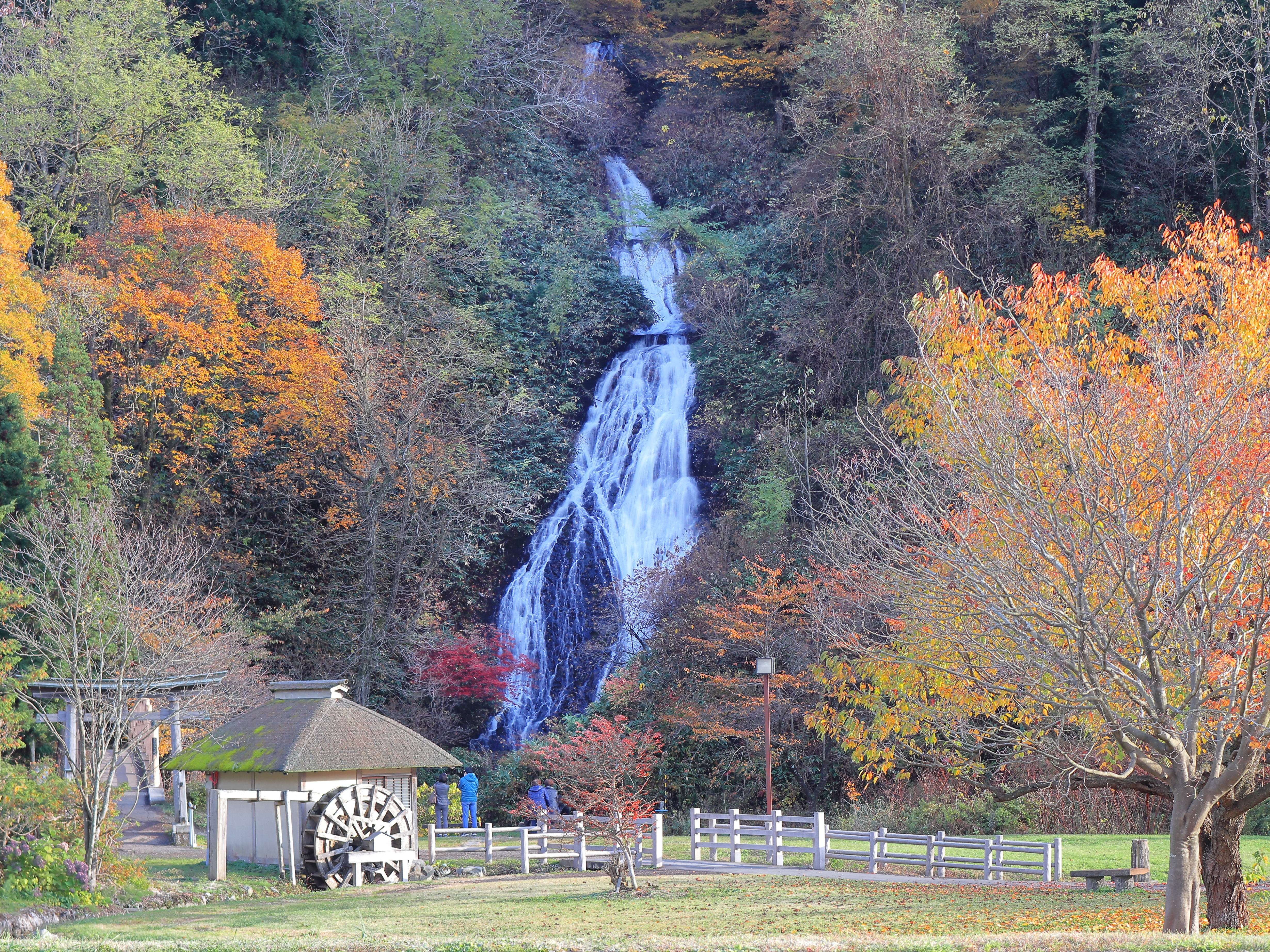
七滝

- 小坂鉄道レールパーク - 小坂鉄道小坂駅跡。
- 小坂鉱山事務所 - 小坂鉱山の本部事務所。重要文化財。1992年（平成4年）に銀山町地区より現在の永楽町に移築。
- 康楽館 - 芝居小屋。重要文化財。
- 十和田湖
- 小坂七夕祭
- アカシアまつり
- ワイン祭り
- 十和田湖国境祭
- 小坂エコタウンセンター
- 七滝
- 明治百年通り - かおり風景100選に選定されている通り。2006年度には「明治百年通り」が国土交通省の手づくり郷土賞の地域整備部門を受賞[15]。2020年度には「小坂鉄道保存会」が手作り郷土賞の大賞を受賞[16]。

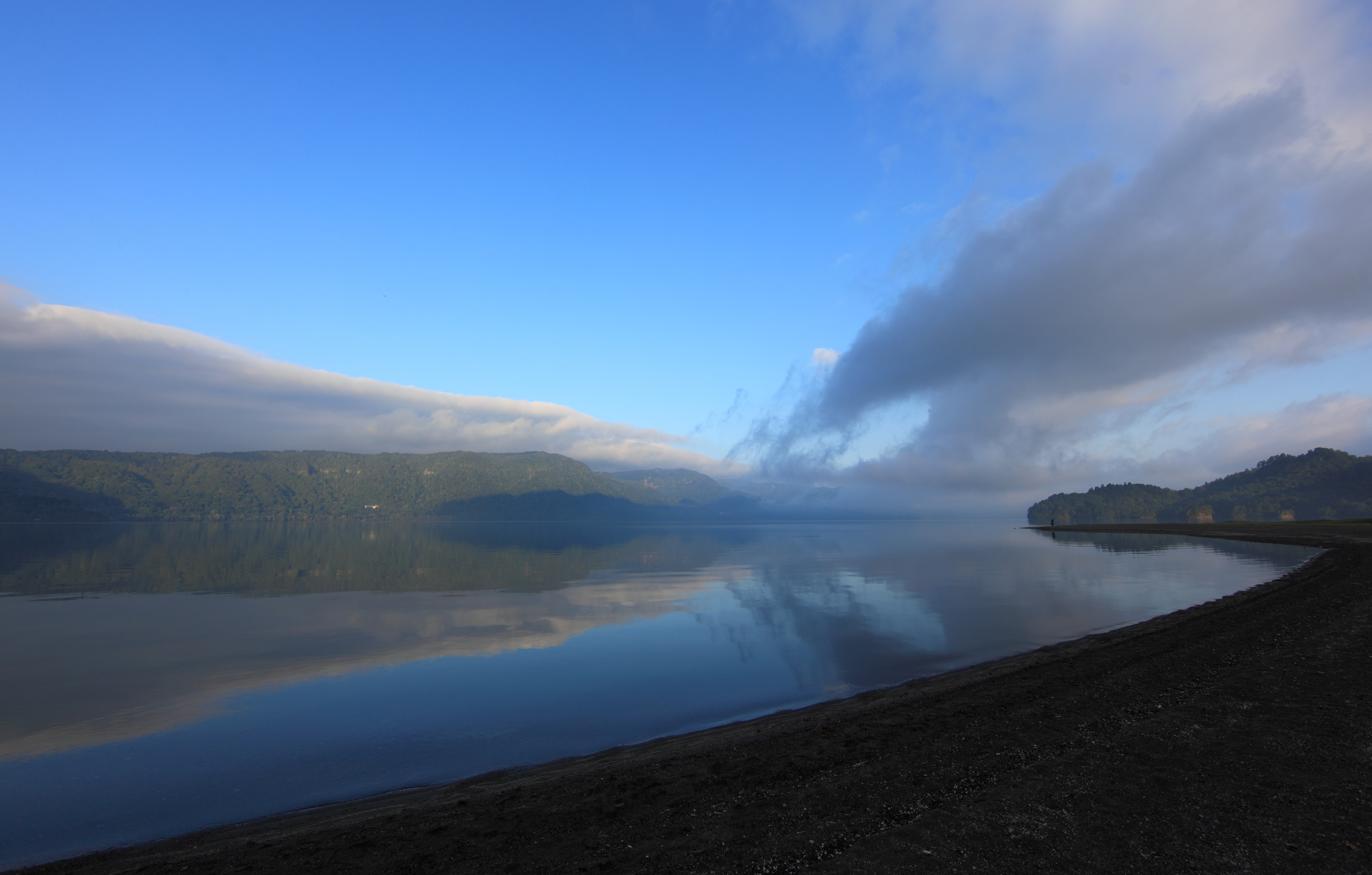
十和田湖
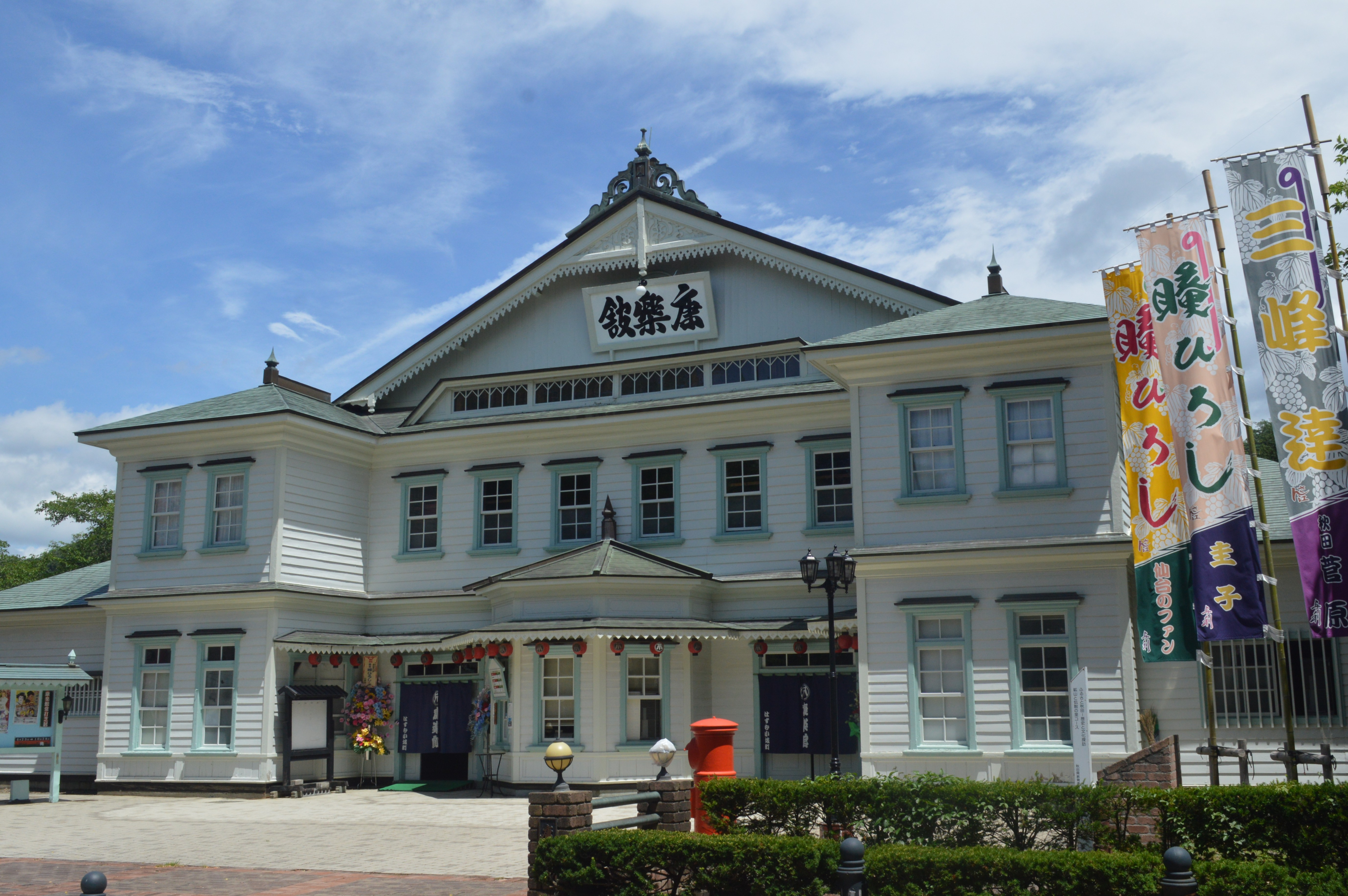
康楽館

## 出身有名人
- 福田豊四郎 - 画家。小坂町の町章の図案をデザインした。
- 大間ジロー - ミュージシャン。オフコース。
- 小坂川健三郎 - 大相撲力士。
- 佐々木喜久治 - 政治家。秋田県知事。消防庁長官。
- 佐々木吉蔵 - 陸上競技選手。1936年ベルリンオリンピック男子100メートル出場。
- 川口博 - 政治家。衆議院議員・小坂町長。
- 長井辰男 - 医学博士。長井医科学研究所所長・北里大学名誉教授。
- 杉澤龍 - プロ野球選手。